# Guillaume des Bordes
Pour les articles homonymes, voir Desbordes.
Ne doit pas être confondu avec Guillaume de Bordes.
Guillaume des Bordes, ou Desbordes, né à Bordeaux est un professeur de mathématiques et d’astronomie. Il travaille pour le compte d'imprimeurs en relation avec le Collège Royal. On lui doit plusieurs commentaires, traductions augmentées de figures, notamment un livre sur la sphère de  Sacrobosco chez Cavellat et Marnef. Il passe pour avoir diffusé par ses traductions les conceptions d'Elie Vinet, humaniste français ayant enseigné à partir de 1539 à Bordeaux au Collège de Guyenne.
Dans la préface qu'il rédige de l'œuvre de  Johannes Stöffler, De Bordes, gentilhomme bourdelois, évoque le second traducteur, Jean-Pierre de Mesmes sous les traits d'un ami. Ce dernier, savant et poète, fils de Pierre de Mesmes, chambellan du roi de Navarre, était lié avec Ronsard, du Bellay, Baïf, Charondas, Herberay, Jean Maugin etc.

## Éditions
- Elucidatio astrolabii de  Johan Stöffler, (1551) dont les figures sont revues par Guillaume des Bordes. Il en rédige la préface lors de réédition de 1560. Dans cette préface dédiée à Jean De Maynemares, des Bordes énumère les raisons de l'importance de l'astrolabe, l'astrologie, l'arpentage, la navigation.

- De solaribus horologiis, d’Oronce Finé (1560), la réduction des figures est effectuées par Guillaume Des Bordes.

- La déclaration et usage de l'Instrument nommé canomettre, par G. Des Bordes,... Lequel instrument a esté enrichy de facillitez... par Maistre Benoist Forfait,..., Paris, H. de Marnef, 1570, 51 p. (lire en ligne sur Gallica).

- La Sphere de Jean de Sacrobosco, augmentée de nouveaux commentaires, & figures servant grandement pour l'intelligence d'icelle : le tout mis de latin en françois par Guillaume des Bordes. En 1570 chez Guillaume Cavellat.

On compte au moins cinq rééditions chez Cavellat ou Marnef jusqu'en 1619.
L'édition publiée en 1584, chez Jérôme de Marnef, à lire en ligne ici : .

## Sources
1. ↑  The Sphere of Elie Vinet, Christophorus Clavius and Guillaume des Bordes, Charlotte Girout, Conference:The Authors of the Early Modern Commentaries on De sphaera, institut Max planck,
2. ↑  Isabelle Pantin,
La poésie du ciel en France dans la seconde moitié du seizième siècle, 1995, Droz, à lire en ligne ici :